# ملیسا مولینارو
ملیسا مولینارو (انگلیسی: Melissa Molinaro؛ زادهٔ ۴ ژوئن ۱۹۸۲) یک مانکن (فرد)، هنرپیشه، و خواننده اهل کانادا است.
از فیلم‌ها یا برنامه‌های تلویزیونی که وی در آن نقش داشته‌است می‌توان به آخرین مقاومت اشاره کرد.